# 博马尔佐
博马尔佐（義大利語：Bomarzo），是意大利维泰博省的一个市镇。总面积39.9平方公里，人口1848人，人口密度46.3人/平方公里（2009年）。ISTAT代码为056009。